# Hélice (geometría)

Animación de una hélice.

Una hélice, en geometría, es el nombre que recibe toda línea curva cuyas tangentes forman un ángulo constante (α) con una dirección fija en el espacio.

## Ecuación vectorial
Si su ecuación vectorial es {\displaystyle {\bar {R}}={\bar {R}}(s)}, siendo s el arco, quiere decir que existe un vector unitario {\displaystyle {\bar {a}}} fijo tal que para todo s se verifica {\displaystyle {\bar {T}}(s)\cdot {\bar {a}}=\cos \alpha } (constante).

## Teorema de Lancret
Una caracterización de las hélices viene dada por el siguiente teorema conocido como teorema de Lancret.
Es condición necesaria y suficiente para que una curva sea una hélice el que se verifique {\displaystyle {\frac {\kappa }{\tau }}=\tan \alpha }, siendo {\displaystyle \tan \alpha } una constante. Aquí {\displaystyle \kappa \,} es la curvatura y {\displaystyle \tau \,} la torsión.

## Hélices singulares
Las hélices más singulares son: la hélice circular, o hélice cilíndrica, la hélice cónica y la hélice esférica.

## Hélice cilíndrica
Una hélice cilíndrica es una curva que corta a las generatrices de un cilindro recto con un ángulo constante. Es decir, que la distancia entre dos puntos de corte consecutivos de la hélice con cualquiera de las mencionadas generatrices (rectas paralelas al eje del cilindro y contenidas en su superficie externa) es una constante de la curva, independiente de la generatriz o los puntos escogidos, llamada "paso de hélice".

### Expresión analítica
Desde un punto de vista analítico, una hélice queda definida por las siguientes expresiones paramétricas:

(1)
{\displaystyle x=r\cos(\omega \,t)\,}
{\displaystyle y=\epsilon r\operatorname {sen}(\omega \,t)\,}
{\displaystyle z=k\,t\,}

Donde r es el radio de giro de la espiral, {\displaystyle \omega \,} es el ángulo girado por unidad de tiempo, t es el tiempo y k es el avance en el sentido z por unidad de tiempo, {\displaystyle \epsilon =\pm 1} según el sentido sea levógiro (+1) o dextrógiro (-1). Si de la tercera ecuación:

{\displaystyle z=k\,t\,}

despejamos t:

{\displaystyle t={\frac {z}{k}}\,}

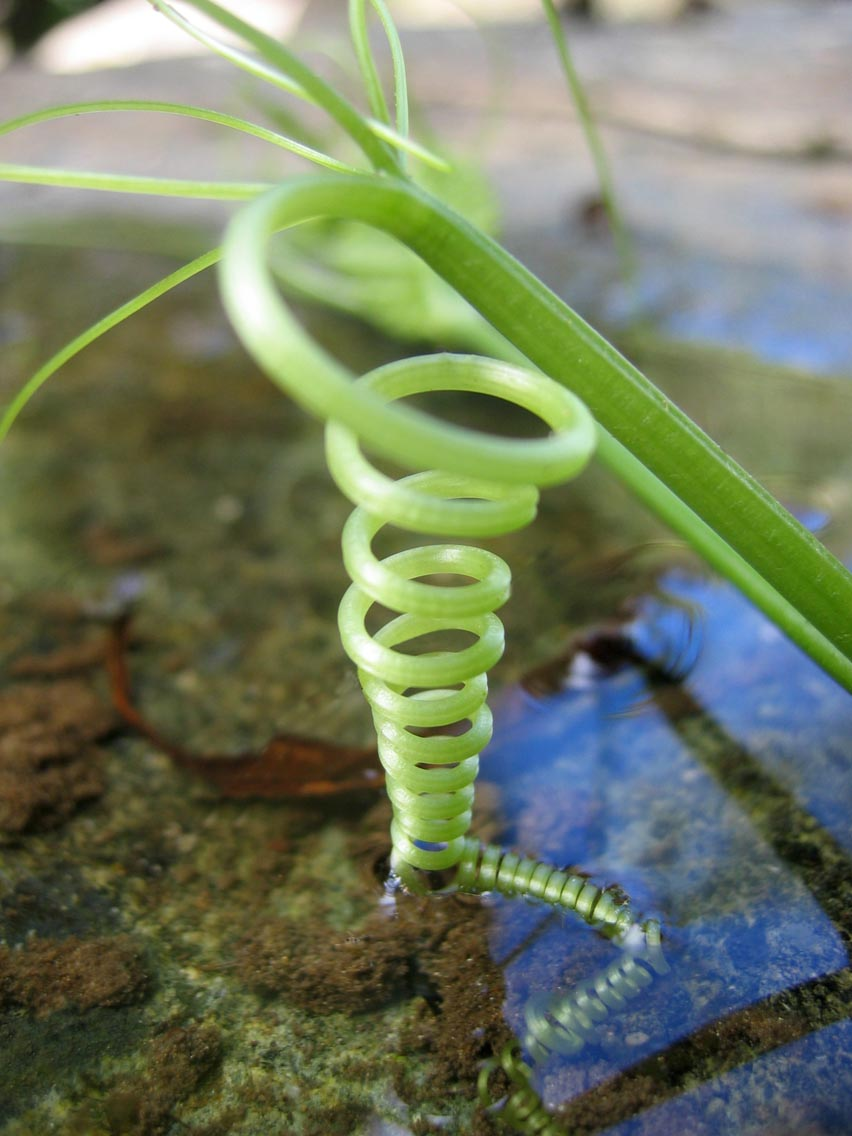
Forma de hélice cónica en la naturaleza.

y lo sustituimos en las dos primeras, tendremos:

(2)
{\displaystyle x=r\cos {\Big (}{\frac {\omega \,z}{k}}{\Big )}\,}
{\displaystyle y=\epsilon r\operatorname {sen} {\Big (}{\frac {\omega \,z}{k}}{\Big )}\,}

Como {\displaystyle \omega \,} y {\displaystyle k\,} son valores conocidos y constantes, podemos definir:
{\displaystyle a={\frac {\omega }{k}}\,}

con lo que tenemos:

(3)
{\displaystyle x=r\cos(a\,z)\,}
{\displaystyle y=\epsilon r\operatorname {sen}(a\,z)\,}

Con lo que queda determinadas las coordenadas de la espiral, obteniéndose x e y en función de los parámetros de la espiral y de z.

### Propiedades
- La proyección de la hélice sobre un plano paralelo al eje del cilindro es una curva sinusoidal.
- La geodésica de un cilindro recto de base circular es un arco de hélice (es decir, el camino más corto entre dos puntos situados en la superficie de un cilindro, que no salga de dicha superficie, es un trozo de hélice).
- Para una hélice cilíndrica dada por las ecuaciones (3) y de altura H la longitud de arco viene dada por:

{\displaystyle L_{H}=\int _{0}^{H}{\sqrt {\left({\frac {dx}{dt}}\right)^{2}+\left({\frac {dy}{dt}}\right)^{2}+\left({\frac {dz}{dt}}\right)^{2}}}\ dz=\int _{0}^{H}{\sqrt {(R^{2}a^{2}+1)}}\ dz=H{\sqrt {(R^{2}a^{2}+1)}}}

- La curvatura de la hélice cilíndrica dada por las ecuaciones (3) es constante y viene dada por:

{\displaystyle \chi ={\frac {Ra^{2}}{R^{2}a^{2}+1}}}

## Hélice cónica
Esta curva está situada sobre un cono.

### Expresión analítica
Una forma paramétrica conveniente para la espiral cónica viene dada por
{\displaystyle x=t\cos t\,}
{\displaystyle y=\epsilon t\operatorname {sen} t\,}
{\displaystyle z=t/\tan(\alpha )\,}
donde {\displaystyle \alpha } es el ángulo de semiobertura del cono sobre el que yace la curva y {\displaystyle \epsilon =\pm 1} controla si la curva es levógira o dextrógira.

## Hélice esférica
Se denomina hélice esférica a la contenida en una superficie esférica. Por ser hélice se verificará {\displaystyle {\frac {\kappa }{\tau }}=\tan \alpha \,} (constante), o lo que es lo mismo {\displaystyle \tau =\kappa \cot \alpha \,}.
Por ser una curva esférica la esfera osculatriz será constante, siendo la esfera sobre la que está situada la curva. Entonces, el radio de la esfera osculatriz es constante. Por consiguiente {\displaystyle {\frac {1}{\kappa ^{2}}}+{\frac {\kappa ^{'2}}{\kappa ^{4}\tau ^{2}}}=a^{2}} (constante).
Como {\displaystyle \tau =\kappa \cot \alpha \,}, será {\displaystyle {\frac {1}{\kappa ^{2}}}+{\frac {\kappa ^{'2}}{\kappa ^{6}\cot ^{2}\alpha }}=a^{2}}
Haciendo el cambio {\displaystyle \kappa ={\frac {1}{\rho }}}, se obtiene:
{\displaystyle \rho ^{2}+\rho ^{2}\rho ^{'2}\tan ^{2}\alpha =a^{2}\,}, o lo que es lo mismo, :{\displaystyle {\frac {\rho d\rho }{\sqrt {a^{2}-\rho ^{2}}}}\tan \alpha =ds}

La hélice esférica.

Integrando la igualdad anterior se obtiene: {\displaystyle -{\sqrt {a^{2}-\rho ^{2}}}\tan \alpha =s+C}.
Se puede hacer C = 0, tomando como origen de arcos el punto en el que {\displaystyle \kappa (s)={\frac {1}{a}}} y por tanto {\displaystyle \rho =a\,}. 
Aceptando esta hipótesis y elevando al cuadrado {\displaystyle -{\sqrt {a^{2}-\rho ^{2}}}\tan \alpha =s} se obtiene {\displaystyle a^{2}-\rho ^{2}=s^{2}\cot ^{2}\alpha \,}. 
Como: {\displaystyle \rho ={\frac {1}{\kappa }}}, será: {\displaystyle a^{2}-{\frac {1}{\kappa ^{2}}}=s^{2}\cot ^{2}\alpha }
y como {\displaystyle \kappa =\tau \tan \alpha \,}, resulta: {\displaystyle a^{2}-{\frac {\cot ^{2}\alpha }{\tau ^{2}}}=s^{2}\cot ^{2}\alpha }, y por tanto:
{\displaystyle s^{2}+{\frac {1}{\tau ^{2}}}=a^{2}\tan ^{2}\alpha }
Las ecuaciones obtenidas anteriormente determinan las ecuaciones intrínsecas de las hélices esféricas. Despejando {\displaystyle \kappa ^{2}y\tau ^{2}\,} se obtiene:
{\displaystyle \kappa ^{2}={\frac {1}{a^{2}-s^{2}\cot ^{2}\alpha }}}
{\displaystyle \tau ^{2}={\frac {1}{a^{2}\tan ^{2}\alpha -s^{2}}}}
En el caso general, se obtiene como ecuaciones intrínsecas:
{\displaystyle \kappa ^{2}={\frac {1}{a^{2}-\left(s+C\right)^{2}\cot ^{2}\alpha }}}
{\displaystyle \tau ^{2}={\frac {1}{a^{2}\tan ^{2}\alpha -\left(s+C\right)^{2}}}}